# ニューヨーク・シティ・オペラ

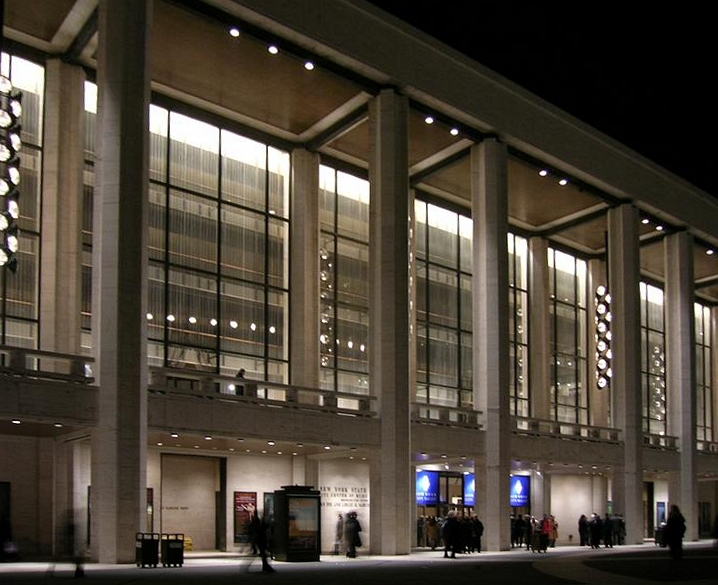
1965-2011年までニューヨーク・シティ・オペラの本拠地だった、ニューヨーク州立劇場（現:ディヴィッド・H・コーク劇場）

ニューヨーク・シティ・オペラ（英: New York City Opera）は、米国ニューヨーク市のマンハッタンに本拠を置くオペラ・カンパニー（歌劇団）である。略称は頭字語でNYCO。同社は1943年から2013年に経営破綻するまで活動し、一旦その歴史に幕を下ろすも、2016年以降は再建計画に基づいて活動を再開している。

## 概要
ニューヨーク市長フィオレロ・ラガーディアに「市民のオペラ」とも称されたこのオペラ会社は1943年に設立された。米国内では、メトロポリタン・オペラに次ぐ2番目のオペラ劇団であった。同社の掲げた目的は、幅広い観衆に手ごろな価格でオペラに接してもらうことだった。また、革新的なレパートリー選択を製作することを目指し、アメリカの歌手や作曲家のために住処を提供している。この会社はもともと、マンハッタンの西55丁目にあるニューヨーク・シティ・センターの劇場を拠点としていた。その後、1966年から2010年にかけてニューヨーク州立劇場（現:ディヴィッド・H・コーク劇場）のリンカーン・センターの一部になった。この時期にレパートリーでは秋と春シーズンのオペラを製作し、30以上の学校で4000人の学生にアーツ・イン・エデュケーション・プログラムを提供するなど、幅広い教育とアウトリーチ（訪問広報）活動を維持した。2011年、同社は財政難のためリンカーン・センターを去り、事務所をロウアー・マンハッタンのブロード・ストリート75番地に移した。2011-12年と2012-13年のシーズンに、NYCOはブルックリン・アカデミー・オブ・ミュージック(BAM)を含むニューヨーク市内の様々な会場で4つのオペラを上演した。2013年10月1日、緊急の資金調達キャンペーンが不調に終わったことで、同社は連邦破産法11章（日本の民事再生法にあたる）を申請した。
2016年1月、経営破綻（による一部債務）を残して公演を再開する同社の再建計画が破産裁判所で承認された時、非営利団体のNYCOルネッサンスが新たな管理下でこのオペラ会社を復活させた。ヘッジファンド・マネジャーでNYCOの元役員であるロイ・ニエダーホファーが率いるこの団体は、2016-17年でのシーズン・オペラを上演する計画を発表した。最初のオペラはプッチーニの『トスカ』で、2016年1月にジャズ・アット・リンカーン・センターのローズ・シアターで上演された。
NYCOはその70年以上の歴史の中で、ビヴァリー・シルズ、シェリル・ミルンズ、プラシド・ドミンゴ、マラリン・ニスカ、キャロル・ヴァネス、ホセ・カレーラス、シャーリー・ヴェレット、タティアナ・トロヤノス、ジェリー・ハドリー、キャサリン・マルフィターノ、サミュエル・レイミー、ジアーナ・ロランディを含む、多くの偉大なオペラ歌手のキャリアの端緒を手助けした。シルズは後に1979年から1989年まで同社の重役を務めた。ニューヨーク・シティ・オペラ出身（NYCOホーム）と呼ばれている最近人気の米国歌手には、デイヴィッド・ダニエルズ、マーク・デラヴァン、メアリー・ダンリービー、ローレン・フラニガン、エリザベス・フトラル、ベジャン・メフタ、ロバート・ブラバカー、カール・タナーなどがいる。
NYCOはまたアメリカ人作曲家の作品を支持しており、伝統的にレパートリーの約3分の1はアメリカのオペラとなっている。同社のアメリカ作品レパートリーには、定評のある作品（例えば、ダグラス・ムーアの『ベイビー・ドウのバラード』、カーライル・フロイドの『スザンナ』、レナード・バーンスタインの『キャンディード』）から新しい作品（例えば、トーマス・パサティエリの『朝食の前に』やマーク・アダモの『Little Women』）まで揃っている。アメリカオペラの将来に対するNYCOの責務は、製作途中のオペラが披露される例年の『Vox, Contemporary Opera Lab』シリーズで実証されており、プロの歌手とプロのオーケストラによって実演される自分の作品を聞く機会を作曲家たちに与えている。また同社は、時折スティーヴン・ソンドハイムとギルバート・アンド・サリヴァンの作品を含むミュージカルやオペレッタも製作している。

## 初期:1943-51年
NYCOはニューヨーク・シティ・センター・オペラとして設立され、元々はマンハッタンの西55丁目にあるニューヨーク・シティ・センターを本拠地にしていた。 
ラースロー・ハラースがこの劇団最初の監督であり、1943年から1951年までその職務を果たした。大衆が視聴できるオペラにするという会社の目標を考えると、チケットは安価であるべきで、作品は肉体的にも声的にも役割に適した歌手を起用してもっともらしく上演されるべきだ、とハラス氏は確信していた。このため、同社最初のシーズンのチケット価格はわずか2ドル75セント（現在のドル換算で28ドル）という値段となり、会社はその最初のシーズンを予算3万0463ドル（現在のドル換算で4300万ドル）で運営していた。そのような価格だと、会社はメトロポリタン・オペラで楽しめたスター広告を賄うことができなかった。しかしながらハラースは、この会社を若い歌手、特にアメリカ人オペラ歌手にとって重要な舞台にすることにより、この事実を美徳に変えてみせた。
1944年2月、この会社最初のシーズンに開催したものにジャコモ・プッチーニの『トスカ』、フリードリッヒ・フォン・フロトーの『マルタ』、ジョルジュ・ビゼーの『カルメン』の製作が含まれていた。ドゥソリナ・ジャンニーニ、ジェニー・トゥーレル、マーサ・リプトンを含む、数人の著名な歌手がこの最初のシーズンで公演しており、彼らはNYCOデビュー後すぐにメトロポリタン・オペラに引き抜かれた。ハラースがNYCOで起用した他の著名な歌手には、フランシス・バイブル、アデレイド・ビショップ、デブリア・ブラウン、マック・ハレル、トーマス・ヘイワード、ドロシー・カーステン、ブレンダ・ルイス、エヴァ・リコヴァ、レオン・リシュナー、レジーナ・レズニック、ノーマン・スコット、ラモン・ヴィナイ、フランシス・イーンドらがいる。1945年に、会社はアフリカ系アメリカ人の演者を有する最初の主要な歌劇団になった。 これはルッジェーロ・レオンカヴァッロの作品『道化師』において、トッド・ダンカンがトニオとして出演したものである。ローレンス・ウィンターズとロバート・マクファーリンは、同時期に劇団と歌うための著名な別のアフリカ系アメリカ人オペラ先駆者だった。1946年に『蝶々夫人』でヒロインを務めたソプラノのカミラ・ウィリアムズが、この会社と共に歌った最初のアフリカ系アメリカ人女性となった。
NYCOのあるべき姿に関する自身の強い信念があって、ハラースは会社の取締役会と激しく対立する関係になった。その一つに、彼はオペラをアメリカの観客がより視聴しやすくするため、外国語作品を英語で上演する考えを支持した。彼は毎シーズン最低1つの製作を英語で提供することを主張した。ハラースと役員会の間で最も緊張が生じた問題は、アメリカの作曲家による新しい作品と聴くことが稀なオペラを当オペラハウスで上演するというハラースの約束事だった。
1946年10月10日、同社によって公開された最初のニューヨーク市初公演はリヒャルト・シュトラウスの『ナクソス島のアリアドネ』で、エラ・フレシュが主役、バージニア・マクワッターズが踊り子ツェルビネッタ、ジェイムズ・ピーズが音楽教師の配役だった。当時の報道では、その製作は「記録破り」と書かれており、それによってこの会社が「地図上に」掲載された。 NYCOは次いでアリアドネをモントリオールのヒズ・マジェスティーズ劇場（現:ハー・マジェスティーズ劇場）へ出張し、同オペラのカナダ初公演を行った。
本拠地で最初となる世界初公演は1949年、ウィリアム・グラント・スティルの『災いの島』であった。それは特にアフリカ系アメリカ人によって作曲された、主要なオペラハウスで製作された最初のグランド・オペラとされている。1949年秋、不調に終わった1921年のシカゴ初公演以来アメリカでは見られなかった、セルゲイ・プロコフィエフの喜劇オペラ『三つのオレンジへの恋』をNYCOが復活させた。ウラジミール・ロジングが監督したこの新作は大当たりして、追加で2シーズンにわたって興行が行われた。
また同年、ハラースは1950年にNYCOによって上演されるデビッド・タムキンの『ディブック』の世界初公演を予定していた。しかしながら、NYCO役員会はこの決定に反対し、最終的にこの製作は経済的理由で延期された。それでもハラースは1951-52年のシーズンに含めるべく作業を再スケジュールした。ハラースの大胆なレパートリー選択に不安を感じ、1951年にNYCO役員会は、自分達の承認を受けるためハラースに自身のレパートリー計画を提出するよう主張した。結果として、彼はジャン・モレルを含む彼の指揮スタッフのメンバー数名および彼の最終的な後継者ヨーゼフ・ローゼンシュトックとユリウス・ルーデルの2人と共に脱退した。 大半の制作スタッフの脱退に直面して、役員会は仕方なく引き下がり、1951年10月4日にニューヨークで『ディブック』の世界初公演がNYCOで行われた。しかしハラースと役員会の間の緊張は高いまま残り、ハラースが労働組合紛争に巻き込まれた1951年末に、役員達は彼を解雇した。

## ローゼンシュトックとラインスドルフ:1952-57年
ハラースが解雇された後、NYCO役員会は会社の指揮者として既に働いていたヨーゼフ・ローゼンシュトックを新たな監督に指名した。彼はその職務を4シーズン勤め、その間に彼は珍しいレパートリーでの革新的プログラムを予定するハラースの手法に、標準的な作品を織り交ぜ続けた。特に彼は世界初公演でアーロン・コープランドの 『入札地』、ニューヨーク初公演でウィリアム・ウォルトンの『トロイラスとクレシダ』、米国初公演でゴットフリート・フォン・アイネムの 『審判 (オペラ)』とバルトーク・ベーラの『青ひげ公の城』を上演した。ローゼンシュトックはまた、劇団のレパートリーにミュージカルを組み入れた最初のNYCOの監督で、1954年にジェローム・カーンとオスカー・ハマースタイン2世の『ショウボート』を製作、これにブロードウェイのベテランミュージカルとソプラノのオペラ歌手ヘレナ・ブリスが出演した。この決定は報道陣に笑いものにされたが、上演されたそのミュージカルが本拠地を満員にしたことでローゼンシュトックは正当性を実感した。一方で、ガエターノ・ドニゼッティの劇場公演で当時滅多に聞けないオペラ『ドン・パスクワーレ』が、劇場の席の35%しか売れなかった。
1956年1月、NYCO役員会はローゼンストックの辞任を承認した。予約や商談など、音楽以外の仕事に直面させられることが多すぎたので辞めたと彼は述べた。役員会は、メトロポリタン・オペラやクリーヴランド管弦楽団やロチェスター・フィルハーモニー管弦楽団の指揮者を務めていたエーリヒ・ラインスドルフを、代役として任命した。ラインスドルフは1シーズンだけこの会社に在籍した。1956年シーズンでの現代的で珍しい作品の彼の野心的なプログラムがNYCOの財政問題を和らげることに失敗した後に彼は解雇され、報道陣からの厳しい批判を浴びることとなった。報道陣は、ジャック・オッフェンバックの新作『地獄のオルフェ』とカール・オルフの『月 (オペラ)』のアメリカ初公演を特に気にかけなかった。主役にフィリス・カーティンを、Blitch牧師としてノーマン・トレイグルを配したカーライル・フロイドのプロとしての最初の作品『スザンナ (オペラ)』で、ラインスドルフはひとつ大きな勝利を掴んだ。この製作は観客と評論家の両方にとって決定的な成功であり、そしてこのオペラはアメリカの古典となっている。 

## ルーデル:1957-79年

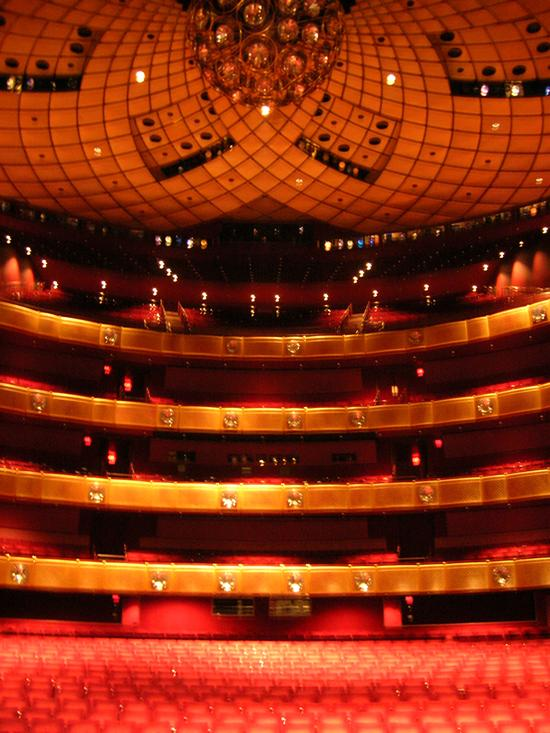
ステージから見たニューヨーク州立劇場（現:ディヴィッド・H・コーク劇場）の観客席ホール

ラインスドルフが解雇された後、NYCO役員会は1957年の春シーズンを取り止め、最終的に同社の新しい最高責任者(general director)としてユリウス・ルーデルを任命した。ルーデルは大学を卒業した直後の1944年にNYCOに雇われ、そこで13年間指揮スタッフとして働いていた。ルーデル主導の下、この会社は標準的な作品と冒険的な作品の両方を上演したことで高い評価を引き出し、新たな芸術的高みに到達した。同社はその最先端の舞台演出で知られるようになり、それはこれまでオペラに関わったことのなかった著名な監督を劇場へ引き抜くというルーデルの意欲によるところが大きかった。1960年代半ばまでに、同社は米国で有数のオペラ歌劇団の1つと一般的に見なされていた。
シティ・オペラでの任期中、ルーデルはアメリカのオペラに強いこだわりを示し、12のお試し公演と19の世界初公演をもたらした。彼はまた、1966年2月22日にリンカーン・センターのニューヨーク州立劇場（現:ディヴィッド・H・コーク劇場）でNYCOの新本拠地のこけら落としのため、テナー歌手のプラシド・ドミンゴを配したアルベルト・ヒナステラの『ドン・ロドリーゴ』を含む、多数の米国初公演を行った。その同じシーズンに、同社はフランシス・プーランクの『カルメル会修道女の対話』のニューヨーク初公演を行った。
前任者と同じく、ルーデルは若いアメリカ人の才能に注視しており、アメリカ人歌手を数世代にわたって育成する手助けをすることに責任感を持っていた。彼がキャリア育成した歌手の中には、バスバリトンのサミュエル・レイミーとリリコ・スピント・ソプラノのキャロル・ヴァネスがいた。彼の最も適切な決断の1つは、ビヴァリー・シルズとの芸術的パートナーシップを形成したことで、1956年から1979年のステージ引退まで彼女をNYCOの主要ソプラノにした、ただし劇団との最初の公演のため1955年にヨーゼフ・ローゼンシュトックが彼女を雇ったことは記しておくべきだろう。NYCOと共にシルズが最初の大成功を収めたのは、同社が上演した最初のヘンデルのオペラで1966年の『ジュリオ・チェーザレ』におけるクレオパトラの配役であった。当時はヘンデルのオペラが製作されることは稀で、その製作は国際的報道機関から多くの注目を集めた。シルズはすぐに世界中のあらゆる主要なオペラハウスで出演することになった。シルズは自身の国際的キャリアで忙しかったが、彼女は自らの引退までNYCOでの正規出演者であり続けた。1970年、ルーデルの仕事でより芸術面でのスケジュールを空けるため、ジョン・サイモン・ホワイトがNYCOの経営監督(managing director)に任命された。ホワイトは1980年までその職務にいた。

## シルズ:1979-88年

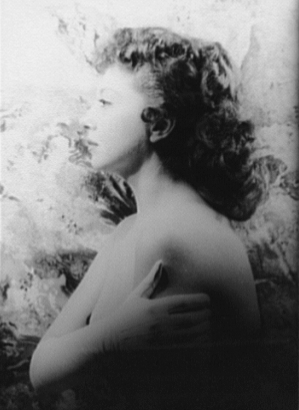
1956年のビヴァリー・シルズ。カール・ヴァン・ヴェクテン撮影。

1979年、シルズのステージ引退により、彼女はNYCOの最高責任者(general director)としてルーデルの後を継いだ。シルズにとって当初の計画はそのポストをルーデルと共有し、そしてゆっくりと彼を追いやるものだった。しかし、ルーデルはバッファロー・フィルハーモニー管弦楽団の音楽監督という地位に就くために1979年に辞任することを決め、それでシルズが完全にそのポストに就いたのである。
シルズが自分の役職に就いた当時、NYCOはやや低迷しており、300万ドルの借金を抱えていて、好意的レビューのより少ない数シーズンが到来していた。ビジネス面で、シルズは資金調達に対して驚くべき才能を見せ、会社にとって天の恵みであることを証明した。彼女が役職を退いた1989年初頭までに、彼女は会社の予算を900万ドル（現在のドル換算で3100万ドル）から2600万ドル（現在のドル換算で5300万ドル）に増やし、300万ドル（現在のドル換算で600万ドル）の剰余金という黒字を会社に残した。彼女はこれを達成した一方で、新規および若年層の観客を引き付けることを願って、チケット価格を20％引き下げている。

## キーン:1989-95年

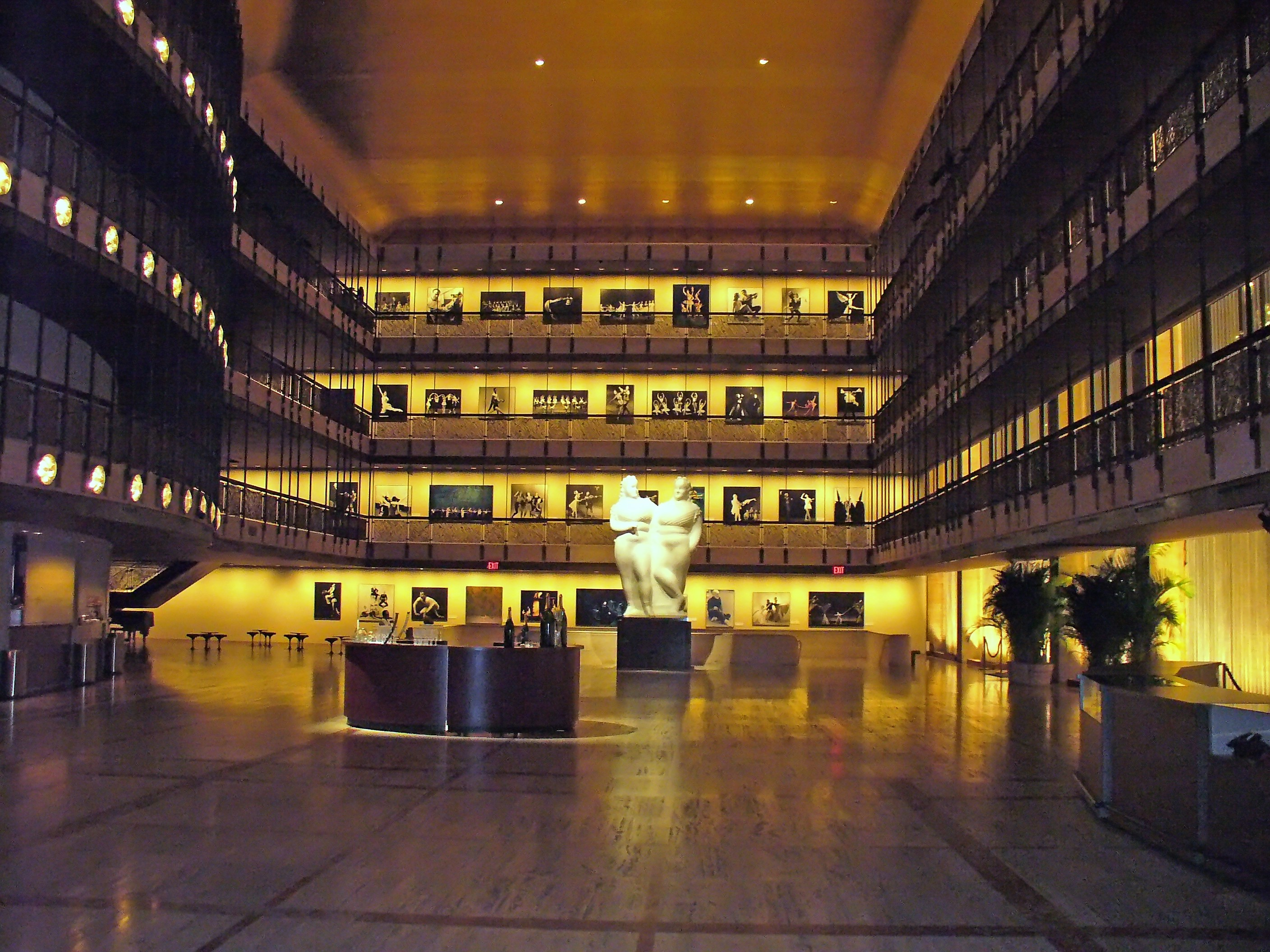
ディヴィッド・H・コーク劇場の遊歩道

1989年にシルズが最高責任者を引退すると、彼女の強い推奨に基づいて指揮者クリストファー・キーンが後任となった。キーンは1970年以降NYCOで指揮者を務め、1982年から1986年までNYCOの音楽監督を務めていた。キーンは任期中に、批評家と共に成功した革新的なオペラシーズンを一貫して提供した。彼の最後のシーズンには、黛敏郎の『金閣寺』とヨスト・マイヤーの『ドレフュス事件』の米国初公演が含まれていた。彼の死の1か月前、ピーター・G・デイビスは『New York 』に「キーンは、多くの勇気ある行動、個人的と同時に芸術的な功績のおかげで、ニューヨークが残した数少ない正真正銘の文化的英雄の一人である」と記した。
キーンは、エイズに起因するリンパ腫のため48歳で死去するまでその地位に就いていた。彼の最後のシティオペラでの公演は、1995年9月にパウル・ヒンデミットの『画家マティス (オペラ)』だった。

## ケロッグ:1996-2007年
1996年にキーンの後任となったのはグリマグラス・オペラの最高責任者にして美術監督のポール・ケロッグだった。
彼の主導の下、NYCOはアメリカの作曲家によるいくつかの世界初公演を含む62の新しい作品をそのレパートリーに加え、「Vox:Showcasing American Composers（米国人作曲家を披露する）」シリーズを開始した。ケロッグはまた、NYCOをヘンデル、グルック、ラモーなどのバロックの巨匠によるオペラの重要な製作者として確立することにも尽力し、これら長い間無視されてきた作品への新たな関心に火をつけた。 特筆すべき功績は高く称賛されたカウンターテナーのベジャン・メフタとソプラノのエイミー・バートン主演による、2007年におけるヘンデルの『オルランド』の製作である。NYCOの「市民のオペラ」という伝統に沿って、2005年にケロッグは割引価格チケットでのNYCOイベント「オペラ・フォー・オール（みんなのためのオペラ）」を開催した。
ケロッグは2007年に引退を発表した。ニューヨーク・タイムズのアンソニー・トマシーニは、ケロッグは「誇れるだけの革新と実績の記録を持っていた。会社の使命を定めて実行するのに効果的な舞台芸術機関のリーダーはほとんどいない」とコメントした。9月11日のアメリカ同時多発テロ事件の直後、ニューヨーク市長ルドルフ・ジュリアーニの要請で2001年9月15日に（シーズンオペラを）開幕するというケロッグの決定を、トマシーニは「2001年における最も有意義な音楽の日」と呼んだ。その後、2001年のNYCO開幕日と2009年10月シーズンが、21世紀の最初の10年間におけるニューヨークの音楽シーンを象徴するものとして使われた。

### Vox,現代オペラ・ラボ
「Vox, Contemporary Opera Lab （現代オペラ・ラボ）」（またはVox:Showcasing American Composers（米国人作曲家を披露する）でも知られる）は現代アメリカのオペラの発展に捧げられた毎年のコンサートシリーズである。1999年にニューヨーク・シティ・オペラによって設立されたこの祭典は、プロの歌手と音楽家とで上演される自分達の作品の抜粋を聞く機会を、作曲家や脚本家に提供した。各祭典にて、製作途中にあるオペラの事前抜粋が最大12作品上演された。  
リチャード・ダニエルプールの『マーガレット・ガーナー』を含め、Voxで提供されたオペラの多くはニューヨークシティオペラや他の様々なオペラ会社によって完全製作として上演された。2006年から、Vox公演はニューヨーク大学のスカーボールセンター・フォー・パフォーミングアーツで行われた

## 空白期:2008-09年
2009年に最高責任者兼美術監督として初の公式シーズンを始める予定だったジェラール・モルティエが突然辞任した2008年11月、継続企業の前提に関する注記が付された。同社は「我々が気付いた今日の経済情勢は、我々の計画進行を再考させることになった」と発表した。モルティエは年間予算6000万ドルを約束されたと報道されていたが、経済情勢のためこれが3600万ドルに削減された。新たな最高責任者の採用を含む、戦略転換について役員会に助言するためマイケル・カイザーが任命された。
ディヴィッド・H・コーク劇場（旧:ニューヨーク州立劇場）は、2008-09シーズン中に大改修を行っていた。その工事期間中、同社はリンカーンセンターの本拠地でオペラを上演しなかった。代わりに、ニューヨーク・シティ・オペラは2009年1月にカーネギー・ホールでサミュエル・バーバーの『アントニーとクレオパトラ』のコンサート版を上演し、市周辺の他のコンサートやプログラムと同様、ニューヨークの公立学校でプレゼンテーション授業を続けた。2009年、同社はションバーグ黒人文化研究センターで3つのコンサート（「I'm On My Way」「Black History at City Opera, One Fine Day」「A Tribute to Camilla Williams」）を行ったほか、ウィリアム・グラント・スティルの『災いの島』を60周年記念コンサートの製作とした。
2009年6月、ブルームバーグはこの会社が2008年6月までの1年間で赤字1100万ドルを背負ったと報道した。収益は23％減少の3290万ドル、支出が11％増加で4420万ドルとされた。

## スティール:2009-13年
2009年1月、同社はジョージ・スティールを総支配人(general manager) 兼美術監督に任命し、2009年2月1日に体制を発足すると発表した。ニューヨークタイムズ紙は当時「多くの人が（NYCOを）国内で2番目に重要なハウス（オペラ劇場）だと考えている」と報じた。
2009年1月に、スティールが会社の方針転換を試みるためオペラの舵取りを依頼された時、同社は一連の財政的経営的打撃を受けていた。数百万ドルという赤字の10年、2008-09年の「ダーク」シーズン（すなわち、上演したオペラ公演のない時期）、巨額の累積赤字を完済するための会社基金の枯渇、2008年の市場崩壊、役員会による予算およびシーズン規模の大幅削減、主導者のいない長期間の後に総支配人になる予定だったジェラール・モルティエの突然の辞任（その前の最高責任者ポール・ケロッグは2007年に辞任）。
スティールのもと2009-2010年のシーズン中に、この会社はアメリカのオペラからの抜粋で構成した「American Voices」と呼ばれる夜開催のプログラムに戻った。このシーズンには、ヒューゴー・ワイズガルの『エステル 』の復活上演や、モーツァルトの『ドン・ジョヴァンニ』の新作も含まれていた。2010年3月に開催した春のシーズンには、マーク・ラモスが監督するエマニュエル・シャブリエの『エトワール』と、アンドリュー・チョーンが監督するヘンデルの『パルテノペ』（オリジナル制作はフランシスコ・ネグリンが監督したもの）が含まれていた。また同社は、ションバーグ黒人文化研究センターおよびオペラ・ノワール・オブ・ニューヨークとの共同作業で、「Opera at the Schomburg」「A Tribute to Robert McFerrin」 「X, The Life and Times of Malcolm X」を含め、アフリカ系アメリカ人の歴史におけるオペラの役割に光を当て続けた。2010年4月、NYCOの「Vox, 現代オペラ・ラボ」は、ニューヨーク大学にて新興作曲家および定評ある作曲家の新作を特集した。
2010-11年シーズンには、クリストファー・オルデンが監督したレナード・バーンスタインの『静かな場所』の新作が含まれていた。ほか レオン・メジャーが監督したリヒャルト・シュトラウスの『インテルメッツォ』、そしてジョン・ゾーンの『La Machine de l'être』、アルノルト・シェーンベルクの『期待』、そしてモートン・フェルドマンの『～でもなく』という3つの単独1幕作品からなる『モノドラマ』と題された新作もあった。ブロードウェイミュージカルのベテラン作曲家ステファン・シュワルツによる最初のオペラ『雨の午後の降霊祭 (オペラ)』の米国初公演も上演された。
さらに、同社は以下のような幾つかのコンサート公演を行った。「クリスティン・ブルーワーとの夕べ」「Lucky To Be Me:レナード・バーンスタインの音楽、ジョン・ゾーン＆仲間と共に」、モーリス・センダック台本によるオリヴァー・ナッセンの『かいじゅうたちのいるところ』の家族オペラコンサート、そして「Defying Gravity:ステファン・シュワルツの音楽、クリスティン・チェノウェスとラウル・エスパルザと共に」。2011年5月、同社はリンカーン・センターを離れて経費を節約し、今後のシーズンを市内の様々な会場で行うと発表した。
ビジネス面で、このオペラ劇団はスティールの任期の下で途方もない変化を遂げ、彼の任期中は予算のバランスが取れて、会社の寿命を延ばした。これらの変化は、ここ10年以上における初めての均衡予算となり、2011-12年の完売シーズンに繋がるものとなった。 
会社を救うためにスティールが苦心して採用した一部の措置は論争を引き起こした、こじれたものの最終的に成立したオーケストラと歌手を代表する労働組合との契約交渉やオペラ劇団がリンカーン・センターから離脱したこと等だが、それは財政的な必要性からのものであった。会社は10年以上にわたってリンカーン・センターを去る案を公に討議していたが、さもなくばオペラ劇団を閉鎖せざるを得ないという経済的現実による同社の最終的な出発には、賞賛と懐疑的意見との賛否両論が起こった。芸術的な成功、資金調達の記録、そして会社のビジネスモデルへの劇的な変化にもかかわらず、最終的にこのオペラ劇団は経営破綻へと転落した。

## 経営破綻:2013-15年
2013年10月1日、ニューヨーク・シティ・オペラは2013-14シーズンを継続するための十分な資金調達ができなかったとして、ニューヨーク南部地区の米国破産裁判所に連邦破産法11章を申請した。同社最後の製作は、マーク＝アンソニー・タネジの『アンナ・ニコル』の米国初公演となった。
ニューヨーク・タイムズ記事において、音楽評論家のアンソニー・トマシーニは同社の2013年経営破綻の理由の1つを（他の失敗した芸術団体と関連づけて）次のように指摘した。
要は、芸術的な優秀さが十分ではなかったのである。どのような機関でも、大小や新旧を問わず、明確な芸術的ビジョン、観客や地域社会とつながる目的を持っていなければならない。 しかし、その舞台芸術は利益を生み出す努力では決してなかった。駆け出しの弦楽四重奏楽団から高尚なメトロポリタン・オペラまで、あらゆる機関が効果的なビジネスモデルを有することが、今まで以上に重要なのである。

## 再建復活:2016-現在
2015年に、NYCOルネッサンスLtd.と名付けられた非営利団体がニューヨーク・シティ・オペラ再建のための11章計画を提出し、既存する会社の再建が2016年に実施された。チケットを購入して返金を受けなかった人には、追加の特典が与えられた。
2016年1月に同団体は、定番のオペラとニッチな作品との混合で、ニューヨーク・シティ・オペラを再始動させる計画を発表した。蘇ったNYCOのために提供された新たな本拠地は、ジャズ・アット・リンカーン・センターにある現代的な1100席のローズシアターである。
シティ・オペラ役員会と債権者委員会の両方が、全会一致で、NYCOルネッサンスの提案が好ましいとした。同団体はヘッジファンドマネージャーにして以前シティ・オペラ役員を務めたアマチュアの音楽家ロイ・ニエダーホファーによる財政の後ろ盾（彼が会長を務める）があり、彼はその取り組みに100万ドル以上の自身のお金を保証し、そして少なくとも250万ドルを集めた。
2016年1月、破産裁判所はNYCOルネッサンスの再建計画を承認し、公演を再始動することを許可した。破産裁判官のショーン・レーンは「人々に愛された、かつ重要な文化施設」の計画を承認できて自分は喜んでいると語り、「オペラを大いに気にかけている人々の参加が、私が非常に素晴らしいと考える結果を今日ここに導いたのです」と述べた。再建計画の下、このオペラ劇団は年次シーズンを設定し、そしてその最高責任者はマイケル・カパッソと予定された。シティオペラ・オーケストラ委員会の女性議長ゲイル・クルバンは「私たちは興奮しています...そしてニューヨーク・シティ・オペラとの長い未来を楽しみにしています」と語った。
2016年1月、NYCOルネッサンスは、1900年ローマにおけるオペラ初演からアドルフ・ホーエンシュタインの舞台および衣装デザインを用いた、プッチーニの『トスカ』を1100席のローズシアターで上演した。テナーのジェームス・ヴァレンティとソプラノのラトニア・ムーアを含む2つの別々のキャストがあり、最も安いバルコニー席は25ドルだった『トスカ』は、1944年にNYCOによって演じられた最初のオペラである。
NYCOは2015-16年のシーズンに、同社にとって全て新作となる3つの現代作品を上演すると発表した。2016年3月16日、ジャズ・アット・リンカーン・センターのアペル・ルームでの新たなコンサートシリーズが、デヴィッド・ハーツバーグ(David Hertzberg)の『日曜日の朝』の初演とともに開催された。ソプラノと小さなアンサンブルのための作品、それはソプラノのサラ・シャファー(Sarah Shafer)とメゾソプラノとカースティン・チャベス(Kirstin Chávez)を特集したものだった。これに続いたのが作曲家スチュワート・ウォレスで台本マイケル・コリー(Michael Korie)の『ホッパーの妻』（画家エドワード・ホッパーとゴシップ・コラムニストのヘッダ・ホッパー間の想像上の結婚についての、超現実的でエロチックも詰まった1997年の90分のファンタジー室内オペラ）の東海岸初公演である。それは2016年4月28日から5月1日まで、ハーレムステージでアンドレアス・ミティセックにより監督されたもので、彼のニューヨーク・シティ監督デビューだった。  
3つ目に、NYCOは2016年6月22-26日にかけて、ダニエル・カタンの『Florencia en el Amazonas』をジャズ・アット・リンカーン・センターのローズシアターで上演した。 ガブリエル・ガルシア＝マルケスの小説に基づき「Ópera en Español」と名付けられた新しいスペイン語オペラシリーズの一部だった。公演のレビューで『ニューヨーク・オブザーバー』のジェームス・ジョーダンはこう書いている「再構成されたニューヨーク・シティ・オペラはプレゼンテーションの全ての面にわたってハイレベルの品質で、誇りに満ち溢れんばかりとなり...20年以上にわたって私がNYCOで聴いた強力なボーカリスト出演者の中でも、突出して相応しかったのはFlorenciaとしてのエリザベス・カバイェロでした...この製作は、その演劇の一番上に劇団がいることを明確にしてくれる」。ウォール・ストリート・ジャーナル紙は「カバイェロは発見だ」と見解を述べた。『ニューヨーク・クラシカル・レビュー』は、幾つかの演出的欠陥を指摘する一方で、「今後これが同社の活動の標準になるのであれば、将来は確かにとても明るいだろう」と書いた。
2016年9月8日、2016-17年シーズンのNYCO開幕の夜は両方とも1892年5月に初演されたオペラ『アレコ』（ニューヨーク初公演、セルゲイ・ラフマニノフ作曲、アレクサンドル・プーシキンの詩『ジプシー』の改作）と『道化師』（ルッジェーロ・レオンカヴァッロによる）の2本立てだった。これらはLev Puglieseにより監督されたもので、ジェームス・ミーナがNYCOのオーケストラを指揮して、本拠地ローズシアターのローズホールで上演された。
バスの、ステファン・スカファロウスキーはアレコの配役でNYCOデビューを果たし、『道化師』はカニオとしてNYCOデビューを果たしたテナーのフランチェスコ・アニーレを特色とするものだった。ニューヨーク・タイムズ紙のアントニー・トマシーニは「ニューヨーク・シティ・オペラのオーケストラによる演奏は、時おりぎこちなかったが、生き生きとしたパフォーマンスを提供し、...劇団のコーラスからは活気のある歌を提供していた。...熱狂的な聴衆がこのオープニングイベントに現れ、それが再始動したシティ・オペラのシーズンを明らかに、いや定義さえできよう」と書いた。『ニューヨーク・クラシカル・レビュー』は、「このたびの『道化師』はデイビット・マクヴィカーによる最近のメトロポリタン作品よりもだいぶ感動的なものだった、...数年後、この音楽的かつ感情的に満足のいく2本立ては、この名高い劇団がついに自らの足で再起したであろうことの、これまでで最も素晴らしい証拠である。」と書いている。ハフィントン・ポストは、「NYCOはオペラ界における勢力としての地位を再確立するための正しい道を歩んでいる」との見解を述べた。
ニューヨーク・シティ・オペラは2018-19年シーズンも2作品の世界初公演を行うなど、オペラ劇団として活動を行っている。

## 世界初公演作品
- ウィリアム・グラント・スティル -『災いの島（英語版）』 (1949)
- デビッド・タムキン（英語版） -『ディブック』(1951)
- アーロン・コープランド -『入札地（英語版）』(1954)
- ナビ・コダリ（英語版） -『ゴッホ (オペラ)』 (1957)
- マーク・ブッチ（英語版） -『Tale for a Deaf Ear』 (1958, 初のプロ制作)
- ロバート・クルカ（英語版） - 『善良な兵士シュヴェイク』 (1958)
- ヒューゴー・ワイズガル - 『作者を探す六人の登場人物 (オペラ)（英語版）』(1959)
- ノーマン・デロ＝ジョイオ -『聖ジョアンの勝利（英語版）』 (1959, 第3版の初公演)
- ロバート・ウォード -『殴られる彼奴 (オペラ)』(1959)
- ダグラス・ムーア -『鳩の翼 (オペラ)』(1961)
- ロバート・ウォード - 『るつぼ (オペラ)（英語版）』(1961)
- アブラハム・エルスタイン（英語版） - 『ゴーレム (オペラ)』 (1962)
- カーライル・フロイド（英語版） - 『 The Passion of Jonathan Wade』 (1962)
- ジェローム・モロス - 『坐っていてくれ、諸君』 (1963)
- リー・ホイビー（英語版） - 『ナタリヤ・ペトローヴナ（英語版）』(1964)
- ジャック・ビーソン -『リジー・ボーデン』 (1965)
- ネッド・ロアム（英語版） -『令嬢ジュリー (オペラ)（英語版）』(1965)
- ヴィットリオ・ジャンニーニ -『二人の主人を一度に持つと（英語版）』 (1967)
- ヒューゴー・ワイズガル -『Nine Rivers from Jordan』 (1968)
- ジャン＝カルロ・メノッティ -『最重要人物』 (1971)
- シア・マスグレイヴ （英語版） -『アリアドネの声（スウェーデン語版）』 (1977)
- レオン・キルヒナー（英語版） - 『リリー』 (1977)
- ドミニク・アルジェント（英語版） -『Miss Havisham's Fire』 (1979)
- スタンリー・シルバーマン（英語版） -『Madame Adare』 (1980)
- トーマス・パサティエリ（英語版） -『朝食の前に』 (1980)
- ヤン・バック（英語版） -『The Student from Salamanca』(1980)
- レナード・バーンスタイン -『キャンディード』（オペラハウス版） (1982)
- アンソニー・デイビス（英語版）  -『X, The Life and Times of Malcolm X (1986, 初舞台制作)
- ジェイ・ライズ（英語版） -『ラスプーチン（英語版）  (1988)
- ヒューゴー・ワイズガル -『エステル（英語版） 』 (1993)
- エズラ・ラダーマン（英語版） 『マリリン（英語版） 』 (1993)
- ルーカス・フォス -『グリフェルキン（英語版）』 (1993, 改訂版の初演)
- デボラ・ドラッテル（英語版） -『リリス（英語版）』 (2001, 初舞台制作)
- チャールズ・ウォリネン -『ハルーンとお話の海』(2004)